# Helicteres darwinensis
Helicteres darwinensis är en malvaväxtart som beskrevs av Cowie. Helicteres darwinensis ingår i släktet Helicteres och familjen malvaväxter. Inga underarter finns listade i Catalogue of Life.